# Діаграма структури даних

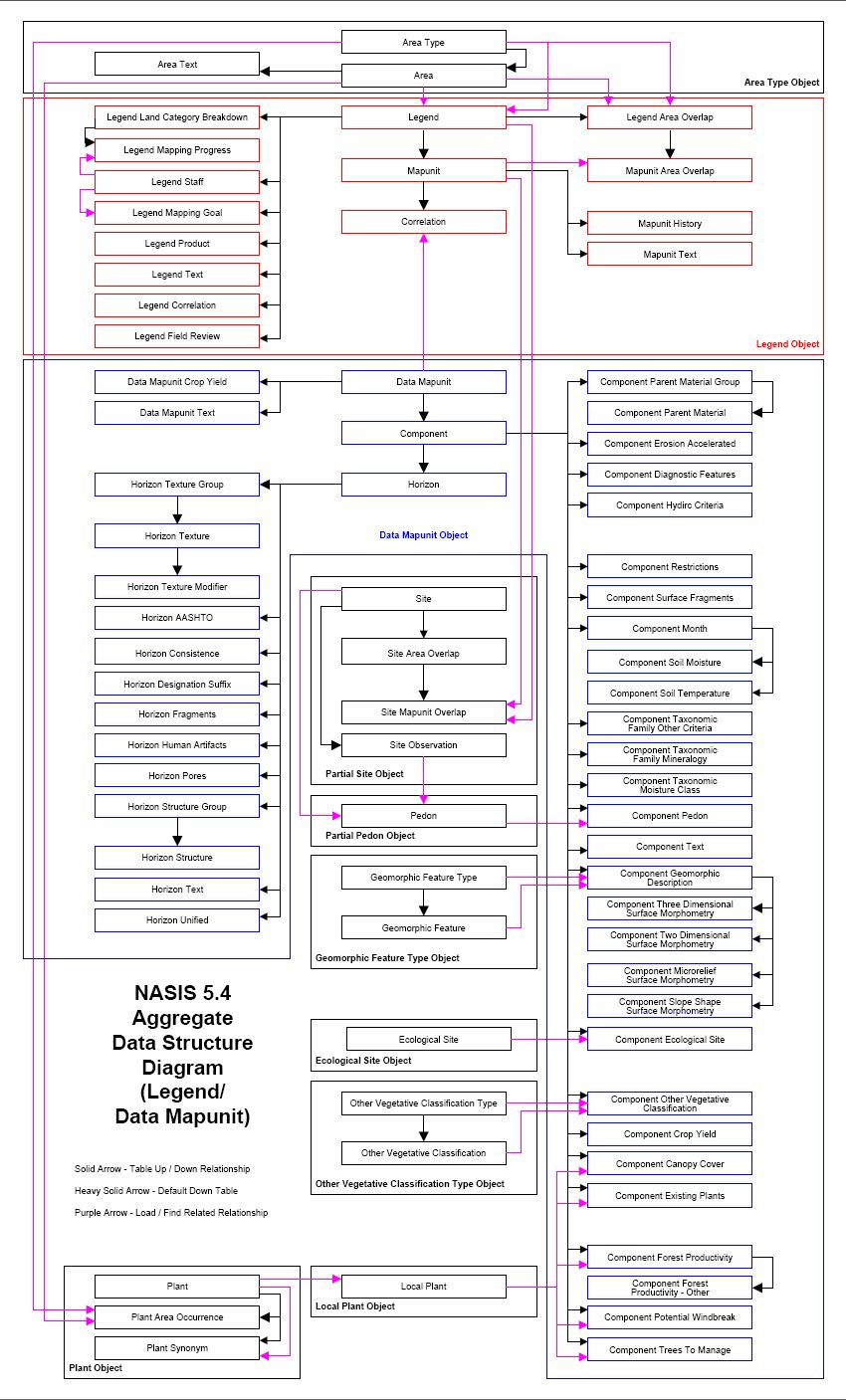
Приклад діаграми структури даних

Діаграма структури даних (DSD) — це діаграма концептуальної моделі даних, яка документує сутності та їх зв'язки, а також обмеження, які з ними пов'язані.
Основними елементами графічного позначення DSD є блоки, які представляють сутності. Символ стрілки позначає зв'язки. Діаграми структури даних є найбільш корисними для документування складних об'єктів даних.

## Огляд

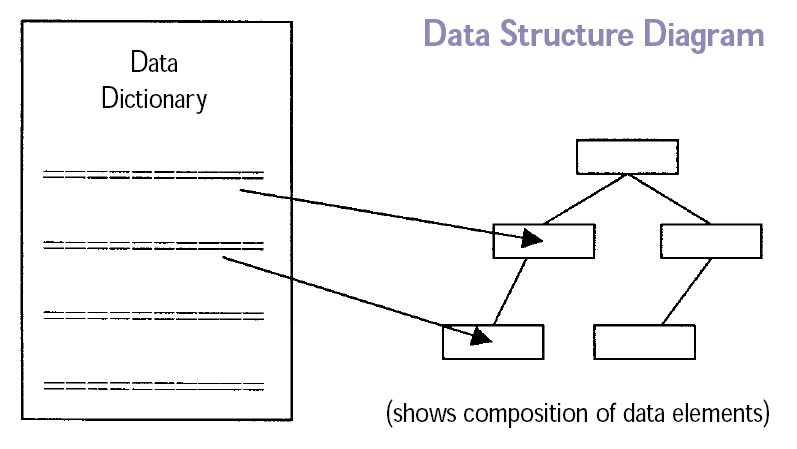
Схема структури даних

Діаграма структури даних є діаграмою типу, який використовується для опису структури даних елементів в словнику даних. Вона також є графічною альтернативою специфікаціям складу в таких записах словника даних.
Діаграма структури даних є попередником моделі сутність–зв'язок (модель E–R). У DSD атрибути вказуються всередині блоків сутностей, а не поза ними, тоді як зв'язки малюються як блоки, що складаються з атрибутів, які визначають обмеження, що пов'язують об'єкти разом. DSD відрізняються від моделі E–R тим, що модель E–R зосереджується на зв'язках між різними сутностями, тоді як DSD зосереджуються на зв'язках елементів всередині сутності.
Існує кілька стилів для представлення діаграм структури даних із помітною різницею у способі визначення потужності. Можна вибрати між наконечниками стрілок, перевернутими наконечниками стріл (гусячі лапки) або числовим відображенням потужності.

## Діаграма Бахмана

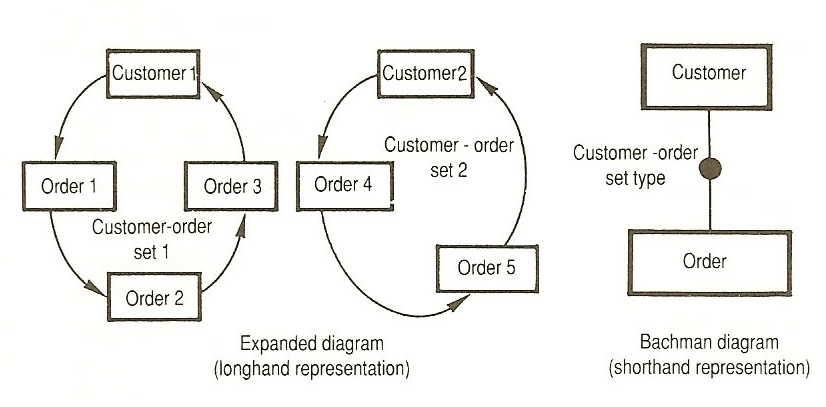
Ілюстрація множини за допомогою діаграми Бахмана

Діаграма Бахмана — це певний тип діаграми структури даних, яка використовується для проектування даних за допомогою мережевої або реляційної «логічної» моделі, відокремлюючи модель даних від способу зберігання даних у системі. Модель названа на честь піонера баз даних Чарльза Бахмана і в основному використовується в розробці комп'ютерного програмного забезпечення .
У реляційній моделі відношення — це згуртованість атрибутів, які є повними і нема транзитивної залежності[уточнити термін] кожного ключа в цьому відношенні. Зв'язок між відношеннями заснований на відповідних атрибутах. Для кожного відношення потрібно намалювати прямокутник, і кожен зв'язок ілюструється лінією, яка з'єднує відношення. На краю кожної лінії стрілки вказують на потужність: 1-до-n, 1-до-1 і n-до-n . Останню слід уникати і замінити двома (або більше) парами 1-to-n.

## Подальше читання
- Чарльз В. Бахман . Діаграми структури даних . База даних, 1969, 1(2):4–10.
- Том ДеМарко . Структурований аналіз і специфікація системи .ISBN 0-13-854380-1 . Прентіс Хол. 11 травня 1979 року.
- Едвард Юрдон . Сучасний структурний аналіз .ISBN 0-13-598624-9 . Прентіс Хол. 1 серпня 1988 р.; тепер доступний як Вікі структурованого аналізу .